# 西綾瀬
西綾瀬（にしあやせ）は、東京都足立区の地名。西綾瀬一丁目から四丁目まで設置され、全域が住居表示地域である。

## 地理
東京都足立区の南東、綾瀬地区に位置する。足立区中部を南北に貫流する綾瀬川と首都高速6号三郷線の高架橋を東に、東京拘置所の高い塀を南に、東武伊勢崎線の土手の西にと、三方を高い構造物で囲まれた地域である。地域の南部を東京メトロ千代田線、東日本旅客鉄道（JR東日本）常磐線、地域の南部から東部にかけて首都圏新都市鉄道つくばエクスプレスが通る。四丁目に足立区立弘道小学校、東京都立江北高等学校が設置されている。東は綾瀬、西は足立、南は葛飾区小菅、北は弘道と接する。

### 地価
住宅地の地価は、2025年（令和7年）1月1日の公示地価によれば、西綾瀬2-10-5の地点で36万2000円/m2、西綾瀬3-15-9の地点で38万円/m2となっている。

## 歴史
当地区は、住居表示の実施によって誕生した比較的歴史の新しい町名である。西綾瀬近辺には五反野駅や五兵衛橋、伊藤谷橋などといった旧町名を冠した施設・建造物も残されている。

### 地名の由来
綾瀬川の西に存在する地域であることからこの名が付けられた。

### 沿革
- 1966年（昭和41年）1月1日 - 五反野南町・五兵衛町・伊藤谷本町・伊藤谷西町の一部地域で住居表示が実施され、西綾瀬一-四丁目が成立。

## 世帯数と人口
2025年（令和7年）1月1日現在（足立区発表）の世帯数と人口は以下の通りである。
| 丁目         | 世帯数    | 人口    |
| ------------ | --------- | ------- |
| 西綾瀬一丁目 | 713世帯   | 1,225人 |
| 西綾瀬二丁目 | 1,742世帯 | 3,000人 |
| 西綾瀬三丁目 | 1,956世帯 | 3,547人 |
| 西綾瀬四丁目 | 705世帯   | 1,324人 |
| 計           | 5,116世帯 | 9,096人 |

### 人口の変遷
国勢調査による人口の推移。
| 年                 | 人口  |
| ------------------ | ----- |
| 1995年（平成7年）  | 7,768 |
| 2000年（平成12年） | 7,984 |
| 2005年（平成17年） | 8,346 |
| 2010年（平成22年） | 8,945 |
| 2015年（平成27年） | 8,513 |
| 2020年（令和2年）  | 9,005 |

### 世帯数の変遷
国勢調査による世帯数の推移。
| 年                 | 世帯数 |
| ------------------ | ------ |
| 1995年（平成7年）  | 3,189  |
| 2000年（平成12年） | 3,465  |
| 2005年（平成17年） | 3,766  |
| 2010年（平成22年） | 4,304  |
| 2015年（平成27年） | 4,209  |
| 2020年（令和2年）  | 4,838  |

## 学区
区立小・中学校に通う場合、学区は以下の通りとなる（2023年4月時点）。なお、足立区では学校選択制度を導入しており、区内全域から選択することが可能。ただし、小学校に関しては、2018年（平成30年）度から学区域または学区域に隣接する学校のみの選択になる。
| 丁目         | 番地 | 小学校             | 中学校               |
| ------------ | ---- | ------------------ | -------------------- |
| 西綾瀬一丁目 | 全域 | 足立区立弘道小学校 | 足立区立第十一中学校 |
| 西綾瀬二丁目 | 全域 | 足立区立弘道小学校 | 足立区立第十一中学校 |
| 西綾瀬三丁目 | 全域 | 足立区立弘道小学校 | 足立区立第十一中学校 |
| 西綾瀬四丁目 | 全域 | 足立区立弘道小学校 | 足立区立第十一中学校 |

## 事業所
2021年（令和3年）現在の経済センサス調査による事業所数と従業員数は以下の通りである。
| 丁目         | 事業所数  | 従業員数 |
| ------------ | --------- | -------- |
| 西綾瀬一丁目 | 16事業所  | 50人     |
| 西綾瀬二丁目 | 82事業所  | 501人    |
| 西綾瀬三丁目 | 62事業所  | 541人    |
| 西綾瀬四丁目 | 27事業所  | 278人    |
| 計           | 187事業所 | 1,370人  |

### 事業者数の変遷
経済センサスによる事業所数の推移。
| 年                 | 事業者数 |
| ------------------ | -------- |
| 2016年（平成28年） | 211      |
| 2021年（令和3年）  | 187      |

### 従業員数の変遷
経済センサスによる従業員数の推移。
| 年                 | 従業員数 |
| ------------------ | -------- |
| 2016年（平成28年） | 1,230    |
| 2021年（令和3年）  | 1,370    |

## 交通

### 鉄道
地内をJR常磐線・地下鉄千代田線、地下を首都圏新都市鉄道つくばエクスプレスが通っているが、駅は設置されていない。また、地内を走る地下鉄千代田線は高架区間である。東武伊勢崎線が当地外西側を通り五反野駅、小菅駅が利用できる。

### 道路・橋梁
道路
- 東京都道467号千住新宿町線

橋梁
- 伊藤谷橋

## 施設
- 足立区立弘道小学校
- 東京都立江北高等学校
- 弘道幼稚園
- 五反野幼稚園
- 西綾瀬保育園
- 足立消防署綾瀬出張所
- 足立西綾瀬郵便局
- 都営西綾瀬三丁目アパート
- 都営西綾瀬四丁目アパート
- 足立区西綾瀬ボランティアセンター
- 足立区立五反野老人館
- 足立区裏門堰排水場

## 史跡
- 稲荷神社
- 長性寺
- 下山国鉄総裁追悼碑

## その他

### 日本郵便
- 郵便番号 : 120-0014[3]（集配局 : 足立郵便局[16]）。